# Hafs ibn al-Walid ibn Yusuf al-Hadrami
Hafs ibn al-Walid ibn Yusuf al-Hadrami, död 745, var Egyptens guvernör två gånger, 741-744 och 744-745.